# ريم (وحدة)
ريم أو رم (Rem) وهي اختصار (Roentgen Equivalent Man) هي وحدة قديمة كانت تستخدم في قياس الجرعة المكافئة من الإشعاع للإنسان، وكانت تلك الوحدة مأخودة عن وحدة رونتجن التي تقيس جرعة الأيونات في الإنسان ـ عندما يتعرض الإنسان إلى إشعاع مؤين.
انتهى العمل بالوحدة ريم للإشعاع في عام 1978 واستبدلت بالوحدة زيفرت (Sievert (Sv، وكان من المقرر ألا تستخدم وحدة ريم في قياس جرعات الإشعاع بعد عام 1985، ولكن لا تزال بعض عدادات قياس الإشعاع بوحد ريم تستخدم حتى الآن في بعض المراكز العلمية.
- 1 Rem يعادل 10 مللي زيفرت
- 1 زيفرت تعادل 100 ريم.